# Vecna (Stranger Things)
Vecna, nacido como Henry Creel y luego revelado como 001/Peter Ballard, es un personaje ficticio y el antagonista de la serie de televisión de Netflix Stranger Things creada por los hermanos Duffer. Interpretado por Jamie Campbell Bower y Raphael Luce, el personaje hizo su debut en la cuarta temporada como un ser malévolo del Upside Down que acecha a sus víctimas con horribles visiones de sus traumas pasados antes de matarlos de una manera sádica y brutal. A medida que avanza la cuarta temporada, finalmente se revela que es el gobernante del Upside Down, así como el cerebro detrás de todos los eventos de la serie que han aterrorizado a la ciudad de Hawkins, comenzando con la desaparición de Will Byers.
Antes de ser conocido por los personajes principales como Vecna, era conocido como Henry Creel. Nació de Victor y Virginia Creel y tiene una hermana mayor llamada Alice. Después de mudarse con su familia a Hawkins, Henry descubrió que poseía poderes telepáticos y los usó para matar a su madre y hermana, lo que le hizo caer en coma. Henry fue secuestrado por el Dr. Brenner y el médico experimentó con él, lo que provocó que más niños obtuvieran las mismas habilidades telepáticas. A medida que pasaron los años, Henry se convirtió en supervisor de los otros niños, donde se hizo amigo de Once. Sin embargo, después de revelar su verdadera naturaleza como un psicópata misántropo, nihilista y genocida, Once logró dominar a Henry y lo envió a través del Hellscape, una barrera interdimensional inestable, donde fue desfigurado gradualmente por sus rayos anormales y atmósfera tóxica, lo que provocó su transformación en el ser conocido como Vecna, antes de terminar en la Dimensión X. Como Vecna, eventualmente usó sus poderes para controlar a los monstruos y se convirtió en el gobernante del Upside Down, sirviendo como la mente general y colmena de todas las criaturas de la dimensión. Desde entonces, Vecna ha movido los hilos detrás de los eventos y acciones del Mind Flayer y las otras formas de vida del Upside Down durante las temporadas anteriores, y su papel en la conexión de Will Byers con el Upside Down finalmente salió a la luz.
Desde su primera aparición, el personaje ha sido bien recibido tanto por la crítica como por el público, con grandes elogios a la actuación de Bower, al diseño de maquillaje y a la historia de fondo del personaje revelada en los episodios séptimo y noveno. Por su actuación, Bower recibió una nominación al premio al Mejor Villano de una Serie en los Critics' Choice Super Awards.

## Desarrollo
Con el mismo nombre, Vecna se basa libremente en el personaje del mismo nombre de Dungeons & Dragons al igual que los otros antagonistas de la serie, incluidos el Demogorgon y el Mind Flayer. Bower fue elegido el 20 de noviembre de 2020, bajo el nombre original de "Peter Ballard"; un amable ordenanza en un hospital psiquiátrico. En una entrevista de 2022 con Entertainment Weekly, Bower dijo esto sobre su papel:

No tengo idea de dónde viene el nombre Peter Ballard. Solo puedo disculparme con los fanáticos del programa por ser parte de una pista falsa tan masiva. Recuerdo haberlo visto y haber dicho: 'Está bien, chicos'. ¡Salud! Va a ser difícil si alguien me pregunta, pero seguiré la línea del partido.

Los Hermanos Duffer confirmaron que han planeado presentar a Vecna desde el desarrollo de la primera temporada. Se les ofreció la oportunidad de presentar al personaje en cómics o libros spin-off, pero se negaron porque necesitaban tiempo para desarrollar el personaje y determinar qué papel desempeñaría en la serie. Al crear la imagen de Vecna, los hermanos se inspiraron en los villanos icónicos de las películas de terror: Pinhead, Pennywise y Freddy Krueger. Esto fue con la intención de crear un villano más malo, más oscuro y más amenazante para el programa, que tuviera la capacidad de traumatizar a sus víctimas antes de matarlas de una manera horrible rompiéndoles los huesos y sacándoles los ojos.

### Diseño
La maquilladora Barrie Gower proporcionó el aspecto de Vecna y otras criaturas del Upside Down. Bower tuvo que usar un traje protésico durante más de 7 a 10 horas en cada sesión de filmación. El traje fue diseñado con una manguera de piel "anémica". La integración con el ambiente tóxico del Upside Down fue evidente a través de la inclusión de "muchas raíces y enredaderas y formas muy orgánicas y tejido muscular fibroso". Para lograr esta apariencia utilizando principalmente efectos prácticos, Gower reveló que ella y su equipo tomaron un molde de cuerpo completo de Bower, para luego esculpirlo y satisfacer sus necesidades de diseño:

Comenzamos con su yeso de vida, y para asegurarnos de que todo fuera súper ajustado, redujimos el yeso de vida en un cierto porcentaje en todas partes, así que una vez que tuvimos una forma de yeso de todo su cuerpo, nuestros muchachos comenzaron modelar el cuerpo en todas las formas y formas en plastilina, lo que llevó varias semanas hacerlo. A partir de ahí, dividimos el cuerpo en varias secciones... Creo que fueron alrededor de 18 piezas en total, y todas pasaron a sus respectivos moldes hechos de fibra de vidrio o resina epoxi. Y luego hicimos moldes de todas las piezas de plastilina por separado y luego, una vez que tuvimos estos moldes, pudimos crear prótesis y las hicimos en una mezcla de materiales.

## Biografía del personaje de ficción

### Primeros años

#### La vida en Nevada
Henry Creel nació en Nevada, 1947, hijo de Víctor, un veterano de la Segunda Guerra Mundial, y Virginia Creel, y tenía una hermana menor, Alice. Un día, Henry desapareció durante 12 horas en una dimensión alternativa donde obtuvo poderes y también trajo consigo al Mind Flayer.

#### La vida en Hawkins
La familia se mudó a Hawkins, Indiana en 1959 después de que falleciera el tío abuelo de Virginia, dejando una pequeña fortuna suficiente para mudarse a una nueva casa, a pesar del pesimismo de Henry. A lo largo de su infancia, Henry fue tratado como un paria y la mayoría de sus superiores lo consideraban "roto" sin posibilidad de reparación, con la excepción de Patty Newby.
Patty se interesó en Henry y lo animó a usar sus poderes para el bien. Un día, mientras Henry buscaba a la madre biológica de Patty, el Mind Flayer toma el control de su cuerpo y ataca al padre de Patty, dejándolo al borde de la muerte, pero al final recupera el control y lo salva. Después del incidente con el Sr. Newby, Virginia entrega a su hijo a Brenner, quien lleva a Henry al Laboratorio Nacional de Hawkins. En el laboratorio, Henry aprende más sobre sus poderes y Brenner lo lleva al límite. Después de una conversación a larga distancia con Patty y de negarse a matar a un hombre por orden de Brenner, abandona el laboratorio.
Después de regresar, Henry se siente más incomprendido y separado de su familia. Henry había descubierto viudas negras anteriormente y pasaba mucho tiempo en el ático debido al frío. Henry practicaba cada vez más sus poderes y mostraba horribles visiones a su familia. Un día, Henry lee la mente de su familia y se da cuenta de que no están contentos con su regreso, por lo que le permite al Mind Flayer que mate a Virginia y Alice, cuyos asesinatos se atribuyen a Victor. Después de esto, Henry se dirige a la escuela para buscar a Patty, y durante una pelea entre él y el Dr. Brenner, Henry pierde el control y el Mind Flayer aparentemente mata a Patty.
Nuevamente en el Laboratorio Nacional Hawkins, Henry se convirtió en el primer sujeto de prueba de Brenner y se le dio el nombre de Sujeto 001. Después de numerosos fracasos para mantener a Henry bajo control, Brenner finalmente lo sacó del grupo, le colocó un chip en el cuello que suprimía sus poderes y replicó sus habilidades en otros niños. Henry, que ya era un ordenanza, sostenía el cuerpo bebé de la Sujeto 011 "Once".

### Sujeto 001, y convirtiéndose en Vecna
Con el tiempo, Henry supervisó las actividades y el progreso de diecisiete niños que compartían sus habilidades y le dieron el nombre de Peter Ballard. Le tomó simpatía y se hizo amigo de Once. Después de presenciar cómo los otros sujetos acosaban a Once, Henry creyó que eran iguales y sintió que el mundo no podía entenderlos. Henry ayudó a Once con sus poderes y más tarde le ofreció la oportunidad de escapar del laboratorio. Henry le dio a Once una tarjeta de acceso y le dijo que se reuniera con él en el sótano del laboratorio. Allí, Once le quitó la Soteria del cuello a Henry después de que él le explicara que no podía irse por eso y se enteró de que Henry era el Sujeto 001. Al ser atrapado por los guardias, Henry los mató y le dijo que lo esperara en un armario. Henry luego asesinaría a todos en la instalación con la excepción de Brenner. Después de explicar sus orígenes y crímenes a una joven Once horrorizada, ella rechazó su oferta de unir fuerzas con él para acabar con la humanidad, y gracias al amoroso recuerdo de su madre, finalmente dominó a Uno y lo desterró a otra dimensión, más tarde conocida como Dimensión X. En la Dimensión X, Henry comenzó a transformarse en una criatura mutilada y quemada, más tarde apodada "Vecna". Durante siete años, Vecna puso las formas de vida de la dimensión bajo su esclavitud al combinarlas todas en una mente colmena compartida, en parte gracias a su vínculo con una criatura más tarde conocida como Mind Flayer, cuya apariencia transformó en una araña gigantesca y eventualmente se convirtió en su recipiente. Cuando Ce hizo contacto con el Demogorgon, se creó una criatura de la Dimensión X, el Upside Down, un mundo que combina la Tierra y la Dimensión X, lo que le permitió a Vecna enviar al Demogorgon y Mind Flayer a través de él para actuar en la Tierra.

### Invasión de Hawkins
En 1986, después de pasar varios años inactivo y fortaleciéndose mientras controlaba el Upside Down, Henry comienza a aterrorizar al propio Hawkins, asesinando a varios estudiantes del Hawkins High School, incluidos Chrissy Cunningham, Fred Benson y Patrick McKinney, quienes compartían tener síntomas de TEPT. Dustin Henderson y Eddie Munson, quien es sindicado como el culpable de los asesinatos, lo bautizan con el alias "Vecna" basándose en sus similitudes con el personaje homónimo de Dungeons & Dragons. Vecna casi mata a Max Mayfield hasta que sus amigos encuentran una manera de romper su influencia usando la música. Más tarde posee a Nancy Wheleer, a quien le revela su pasado y luego le muestra una visión del futuro donde Hawkins es destrozado por grietas antes de liberarla. Nancy y sus amigos deducen que Vecna necesita abrir cuatro puertas al Upside Down para ejecutar su plan, tres de las cuales se generaron en el lugar de cada uno de sus asesinatos. Max intenta provocar a Vecna mientras sus amigos viajan al Upside Down para matarlo. Once, enterada de su regreso, entra en la mente de Max y se enfrenta a Vecna, quien se revela como el autor intelectual detrás de los ataques anteriores del Upside Down a Hawkins, desde 1983 cuando desapareció Will Byers. Vecna posee y mata a Max antes de que Once lo domine, mientras que Steve, Nancy y Robin hieren gravemente su forma física antes de que escape. Aunque Once revive a Max, su breve muerte abre una cuarta puerta al Upside Down, lo que provoca grietas en Hawkins, las cuales permite que el Upside Down comience a infiltrarse en la ciudad.

## Recepción

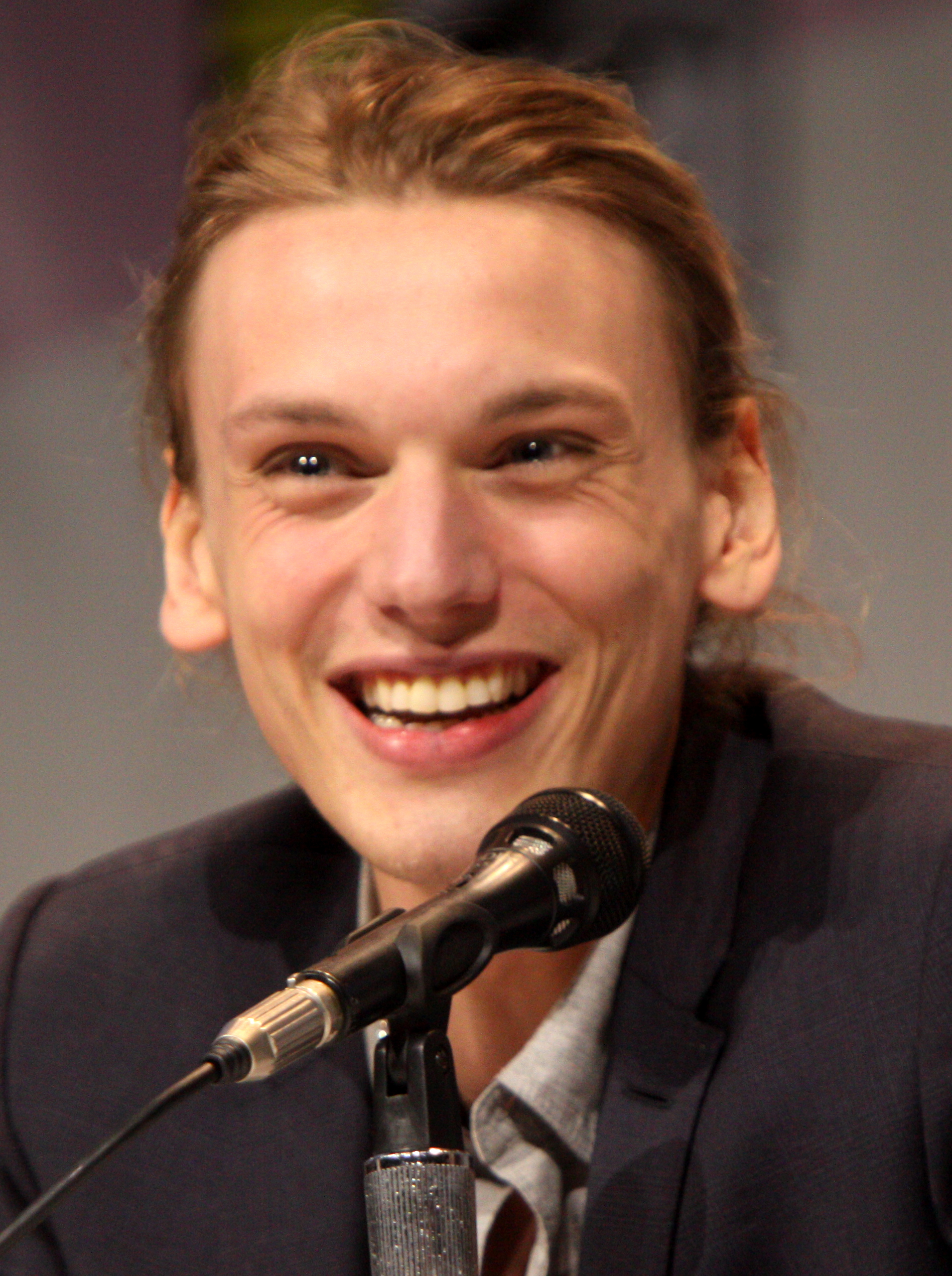
Jamie Campbell Bower interpreta a Vecna.

La actuación de Jamie Campbell Bower como Vecna ha recibido elogios de la crítica. Patrick Caoile de Collider dijo "Por primera vez, Stranger Things nos ofrece un villano con capas. A través de Vecna, Bower explora un villano convincente y más complicado que los monstruos que vinieron antes, desde su traumática infancia como Henry Creel hasta los experimentos abusivos por los que pasó como Uno y finalmente hasta su papel como el principal general del Mind Flayer, Vecna es el villano perfecto para enfrentarse a Once. Otro escritor de "Collider", Robert Brian Taylor, declaró: "Es una presencia convincente desde el momento en que aparece por primera vez. [...] A partir de ahí, su actuación continúa cambiando: de intrigante a imponente y amenazante", y llamó su escena del monólogo en el episodio siete fue "hipnotizante" y además consideró la escena como "Stranger Things en su máxima expresión". Devon Ivie de Vulture escribió "[Bower] tiene la distinción de encarnar tres personajes, cada uno más inquietante que el anterior, a medida que se desarrollan los episodios: un amable ordenanza del Laboratorio Hawkins ; Henry Creel, también conocido como "Uno"; y el villano más importante de la serie hasta el momento, Vecna". Movie Web nombró a Vecna como el mejor villano de Stranger Things y también destacó la forma en que el personaje trataba a sus víctimas.
La actuación de Louis McCartney como Henry Creel en Stranger Things: The First Shadow ha recibido elogios de la crítica. Jack Francis de West End Best Friend dijo que "McCartney es a la vez escalofriante y entrañable como Henry Creel, cuyo trabajo es nada menos que intenso y visceral, añadiendo una capa de tragedia a esta historia de monstruos que antes era simple". David Benedict de Variety dijo que "un nerd aterrorizado y estremecido cuyo monstruo crea estragos por fuera y horror por dentro... se debe en gran parte a la forma en que mantiene la concentración incluso en el medio". de un golpe de teatro tras otro".
Vecna ocupó el primer lugar en la lista Comic Book Resources de los "10 mejores villanos de ciencia ficción". En 2023, Bower fue nominado a los Critics' Choice Super Award al mejor villano de una serie y al MTV Movie and TV Award al mejor villano.